# 吉岡司
吉岡 司（よしおか つかさ、1959年5月9日 - ）は日本の競馬記者。

## 来歴
秋田県出身。國學院大學法学部卒業後の1983年にホースニュース・馬へ入社。
1989年から1998年6月13日まで、『中央競馬ワイド中継』（独立UHF放送局）の土曜日のパドック解説を担当した。以降はグリーンチャンネルで『中央競馬中継』のパドック解説や『明日のレース分析』の解説を不定期で務めている。
『ホースニュース・馬』が2008年2月19日に休刊したあとは、競馬雑誌『UMAJIN』の専属トラックマンとして活動している。

## 人物
テレビでの競馬予想披露の際には、独特の長ゼリフによる走破時計などを分析した理詰めの口上であるが、本来は馬体診断に比重を置いた予想スタイルが身上である。
趣味は登山。
熱狂的な阪神タイガースファンでもあり、ワイド中継時代は司会の長岡一也といつも談義をしていた。